# 樊並
樊並（？—前14年），西汉汉成帝时陈留（今河南开封东南）地区农民起义领袖，陈留郡尉氏县（今河南尉氏县）人。
樊並曾从张霸学习《尚书》的儒生。汉成帝永始三年（前14年）十一月，樊並和其他十二人发动起义反汉，他们杀死陈留郡太守严普等地方官吏，夺取郡府武库军械兵器，释放囚徒，劫略各县令丞，杀贪官富豪。樊並自称将军。后来他手下李谭等五人反叛樊並，樊並被李谭等人所杀害。起义遂告失败。李谭等以此被西汉政府封为列侯。